# Santiago Arias
Santiago Arias Naranjo (født 13. januar 1992 i Medellín, Colombia) er en colombiansk professionel fodboldspiller, som spiller for Campeonato Brasileiro Série A-klubben Bahia og Colombias landshold.
Arias startede sin seniorkarriere i hjemlandet hos Bogota-klubben La Equidad. I 2011 skiftede han til portugisiske Sporting Lissabon. I 2013 rejste han til hollandske PSV Eindhoven.

## Landshold
Arias har (pr. juni 2014) spillet seks kampe for Colombias landshold, som han debuterede for 15. oktober 2013 i en VM-kvalifikationskamp mod Paraguay. Han var en del af den colombianske trup til VM i 2014 i Brasilien og til VM i 2018 i Rusland.